# The Invisible Man
«The Invisible Man» (с англ. — «Человек-невидимка») — песня британской рок-группы Queen, написана барабанщиком Роджером Тейлором. Выпущена в альбоме The Miracle и как самостоятельный сингл. Тейлор утверждает, что желание написать песню появилось после прочтения книги The Miracleing.
В песне слышны имена всех исполнителей.
У песни довольно быстрая и резкая перкуссия.

## Видеоклип
Сюжет видеоклипа, большая часть которого имитирует компьютерную игру: тинэйджер играет против музыкантов (все музыканты — отрицательные персонажи, и изображены в чёрном цвете). Позже «плохие парни» появляются в его комнате и мальчик пытается выстрелить в них из джойстика. В комнате мальчика на стене висит постер, изображающий обложку альбома The Miracle.

## Кавер-версии
- Скэтмен Джон выпустил кавер-версию этой песни для альбома Everybody Jam!.